# Каха Бендукидзе
Каха Автандилович Бендукидзе (на грузински: კახა ბენდუქიძე) е грузински бизнесмен и политик.
Живял е дълго време в Русия, където се занимава с корпоративно управление. От 2004 до 2008 година е икономически министър на Грузия.
|  |

## Ранни години
Каха Бендукидзе е роден през 1956 година в Тбилиси. Завършва биология в Тбилиския държавен университет (1977), след което защитава кандидатска дисертация в Московския държавен университет (1980). През следващите години работи в Института по биология и физиология на микроорганизмите в Пушчино (1981-1985) и ръководи Лабораторията по молекулярна генетика в Института по биотехнологии (1985-1988).

## Предприемач в Русия
В края на 1980-те години Бендукидзе основава технологичното предприятие „Биопроцес“, което през 1991 година се слива с Московската нефтена борса в инвестиционната компания „НИПЕК“. През 1993 година става генерален директор на НИПЕК, която по време на ваучърната приватизация в Русия придобива големи дялове в машиностроителното предприятие „Уралмаш“. През 1993 година Бендукидзе става негов генерален директор, а след сливането му с „Ижорски заводи“ оглавява компанията „Обединени машиностроителни заводи“ също като генерален директор. През 2002 година придобива дялове в телевизията ТВ6 Русия. Той е вицепрезидент на работодателската организация Руски съюз на индустриалците и предприемачите (Российский союз промышленников и предпринимателей) до средата на 2004 г.
През 1990-те години Бендукидзе публично подкрепя политиката на руския президент Борис Елцин и заема постове в неговата администрация. През 1993 година се кандидатира за депутат от партията Уралмаш, но не е избран.

## Политик в Грузия
През март 2004 година Каха Бендукидзе се оттегля от ръководството на „Обединени машиностроителни заводи“ и продава дяловете си в компанията. Придобива гражданство на Грузия и на 2 юни същата година става министър на икономиката на Грузия, а от 14 декември 2004 до 24 януари 2008 година е държавен министър по координация на икономическите реформи. Става известен като привърженик на пазарната икономика, дерегулацията и приватизацията, заявайки, че за няколко години всички държавни активи в страната трябва да бъдат приватизирани, а министерството му – закрито.